# Stadio Comunale di Chiasso
Het Stadio Comunale di Chiasso is een multifunctioneel stadion in Chiasso, een stad in Zwitserland. 
Het stadion wordt vooral gebruikt voor voetbalwedstrijden, de voetbalclub FC Chiasso maakt gebruik van dit stadion. Om het gras van 105 bij 68 meter ligt een atletiekbaan. Ook liggen er enkele kleinere grasveldjes rondom het stadion. In het stadion is plaats voor 11.168 toeschouwers. Het stadion werd gebouw tussen 1964 en 1970 en geopend in 1969.